# Efferia subappendiculata
Efferia subappendiculata är en tvåvingeart som först beskrevs av Macquart 1838.  Efferia subappendiculata ingår i släktet Efferia och familjen rovflugor. Inga underarter finns listade i Catalogue of Life.